# Камлакская пещера
Камлакская пещера — карстовая пещера в Шебалинском районе Республики Алтай.

## Описание
Камлакская пещера расположена на окраине села Камлак, на высоте 60 метров от уреза реки Семы (левого притока Катуни). Относится к карстовым пещерам сложной неправильной формы. Пещера развита по пластам слоистости кембрийских известняков, имеет протяжённость 61 метр. Основной проход пещеры с низким и узким лазом хорошо выражен только в устьевой части, далее он теряется в переплетении сложных петлеобразных лабиринтов. Своды пещеры низкие (50-70 см), на полу глина, щебёнка, имеется «лунное молоко».